# Epimastidia fergussonia
Epimastidia fergussonia är en fjärilsart som beskrevs av Hans Fruhstorfer. Epimastidia fergussonia ingår i släktet Epimastidia och familjen juvelvingar. Inga underarter finns listade i Catalogue of Life.